# بيتر نيلسون (لاعب كرة قدم سويدي)
بيتر نيلسون (بالسويدية: Peter Nilsson)‏ هو لاعب كرة قدم سويدي، ولد في 1 فبراير 1974 في أسكيم في النرويج.